# اژدهاچه‌های جنوب شرق
اژدهاچه‌های جنوب شرق (نام علمی: Draconinae) نام یک زیرخانواده از تیره مارمولک‌های اژدها است.